# Верт (Німеччина)
Верт (нім. Wört) — громада в Німеччині, знаходиться в землі Баден-Вюртемберг. Підпорядковується адміністративному округу Штутгарт. Входить до складу району Східний Альб.
Площа — 18,17 км2. Населення становить 1498 ос. (станом на 31 грудня 2020).